# Венедикт (Пеньков)
Архимандрит Венеди́кт (в миру Владимир Андреевич Пеньков; 24 июня 1939, Москва, СССР — 22 января 2018, Москва, Россия) — священнослужитель Русской православной церкви, архимандрит; наместник Оптиной пустыни (1991—2018).

## Биография
В миру окончил строительное училище и работал монтажником.
В 1964 году поступил в Московскую духовную семинарию, а после её окончания продолжил обучение в Московской духовной академии. Завершил образование в 1973 году со степенью кандидата богословия.
В 1968 году был зачислен в братию Троице-Сергиевой лавры, где исполнял послушания певчего в монастырском хоре, заведующего библиотекой, помощника казначея.
В 1969 году в Троице-Сергиевой лавре был пострижен в монашество с наречением имени Венедикт в честь Венедикта Нурсийского и рукоположён в сан иеродиакона. В 1972 году был рукоположён в сан иеромонаха и через несколько лет возведён в игумены.
Несколько лет был настоятелем Гефсиманского Черниговского скита, одновременно неся послушание лаврского духовника, помогая архимандритам Кириллу (Павлову) и Науму (Байбородину).
16 января 1991 года указом патриарха Московского Алексия II был назначен наместником Введенской Оптиной пустыни, возведён в достоинство архимандрита и 20 января 1991 года прибыл в обитель. За годы его настоятельства монастырь и Предтеченский скит были полностью отреставрированы, заведено обширное подсобное хозяйство, а число братии достигло 200 человек. За годы его духовного руководства обителью для общецерковного почитания были прославлены в лике святых 13 оптинских старцев, проведена огромная работа по сбору материалов для прославления новомучеников и исповедников, что позволило канонизировать ещё 17 оптинских монахов, пострадавших в годы гонений от советской власти.
В 2016 году написал прошение о почислении на покой, которое не было удовлетворено.
В октябре 2017 года архимандрит Венедикт поступил в ФГБУ имени А. В. Вишневского, где перенес операцию на кишечник.
1 января 2018 года почувствовал ухудшение состояния здоровья из-за образовавшейся гангрены в области стопы. Был госпитализирован в Центральный военный клинический госпиталь имени А. А. Вишневского. Из-за многочисленных болезней, в том числе сахарного диабета, кровь перестала сворачиваться. 9 января 2018 года перенёс операцию по ампутации ноги, однако сам отец Венедикт был против такого метода. 20 января при ухудшающемся состоянии здоровья был переведен в искусственную кому, а в ночь на 22 января скончался.
22 января попрощаться с почившим наместником Оптиной пустыни люди приезжали в храм Петра и Павла в Ясеневе. Отпевание и погребение почившего было совершено 24 января 2018 года, которое возглавил управляющий делами Московской патриархии митрополит Санкт-Петербургский и Ладожский Варсонофий (Судаков).
Архимандрит Венедикт погребён за алтарём Казанского храма Оптиной пустыни.

## Награды
- Орден преподобного Серафима Саровского III степени (15 августа 2005)[9]
- Памятный крест (от Патриарха Кирилла; 23 октября 2013[10])
- Орден преподобного Серафима Саровского II степени (к 75-летию со дня рождения; 24 июня 2014[11])
- Медаль Калужской епархии святителя Филарета (Амфитеатрова) I степени (10 июля 2014)[12]